# Laranjal do Jari
Laranjal do Jari är en kommun i delstaten Amapá, Brasilien.   Den ligger i delstaten Amapá, i den norra delen av landet, 1 900 km norr om huvudstaden Brasília. Antalet invånare är 26 347. Arean är 42 kvadratkilometer. Det är den enda kommunen i delstaten Amapas som finns vid delstatens västra gräns, med undantag för en liten del av den brasilianska delstaten Vitória do Jari. Arealmässigt är Laranjal do Jari den till ytan största kommunen i delstaten Amapá.
Terrängen i Laranjal do Jari är kuperad söderut, men norrut är den platt.
I omgivningarna runt Laranjal do Jari växer i huvudsak städsegrön lövskog. Trakten runt Laranjal do Jari är nära nog obefolkad, med mindre än två invånare per kvadratkilometer.